# Al-Tai FC
Der al-Tai FC (arabisch نادي الطائي, DMG Nādī ṭ-Ṭāʾī) ist ein saudi-arabischer Fußballklub mit Sitz in der Stadt Ha'il innerhalb der gleichnamigen Provinz.

## Geschichte
Der Klub wurde im Jahr 1961 gegründet. Erstmals in Statistiken taucht er bei der Austragung des King Cups 1977 auf, als er es ins Achtelfinale schaffte. Zur Saison 1978/79 stieg der Klub erstmals in die erste Liga des Landes auf. In der darauffolgenden Spielzeit stieg man mit neun Punkten als Vorletzter wieder ab. Durch eine Aufstockung der ersten Liga, durfte der Klub nach der Saison 1980/81 in diese zurückkehren. Zur Folgesaison wurde er in die Gruppe B eingeordnet, stieg jedoch mit 18 Punkten direkt wieder ab. In der Runde 1984/85 stieg man erneut in die erste Spielklasse auf.
Erstmals hielt man die Klasse und konnte sich teilweise unter den oberen Mannschaften platzieren. In der Saison 1992/93 stieg die Mannschaft mit 14 Punkten als Tabellenletzter wieder in die zweite Liga ab. In der Saison 1995/96 taucht der Klub abermals in der ersten Liga auf. Diesmal hält man sich bis zur Saison 1999/2000 im Oberhaus, als man mit sieben Punkten als Letzter abstieg. In der Spielzeit 2000/01 gelang der nächste Aufstieg. In den folgenden Jahren hielt man mit Platzierungen in der unteren Tabellenhälfte die Klasse. In der Saison 2007/08 folgte mit 13 Punkten als Vorletzter wieder ein Abstieg.
In der Saison 2020/21 platzierte man sich mit 77 Punkten auf dem dritten Platz der zweiten Liga und stieg nach über zehn Jahren wieder auf und ist in der Saison 2021/22 in der ersten Liga aktiv. Nach der Saison 2023/24, die man als Vorletzter beendete, stieg der Verein wieder in die Saudi First Division ab.